# Peter Kalmus
Pour les articles homonymes, voir Kalmus.
 (février 2023).
Peter Kalmus, né le 9 mai 1974, est un scientifique et auteur américain basé à Altadena (Californie). Au début de sa carrière il a travaillé au Jet Propulsion Laboratory de la NASA en tant que scientifique de projet associé au Joint Institute for Regional Earth System Science & Engineering de L4UCLA. 
En plus de ses travaux scientifiques, il est l'auteur du livre Being the Change: Live Well and Spark a Climate Revolution. Auteur d'articles sur le changement climatique, il est aussi le fondateur du site Web noflyclimatesci.org et cofondateur de l'application Earth Hero: Climate Change.

## Formation et début de carrière
Kalmus fréquente l'université de Harvard, où il obtient une licence de physique en 1997. À Harvard, il s'appuie sur la spectroscopie par transformée de Fourier pour découvrir et catégoriser les spectres de rotation de la mécanique quantique de plusieurs cyanopolyynes qui ont ensuite été trouvées dans des nuages interstellaires. Il enseigne ensuite la physique au lycée dans le Massachusetts et écrit des logiciels à New York. En 2004, il s'inscrit à l'école doctorale de l'Université de Columbia et y obtient un doctorat en physique en 2008. Son travail de doctorat porte sur la recherche d'ondes gravitationnelles, dans le cadre d'une collaboration scientifique LIGO (thèse : « Gravitational Waves Associated with Soft Gamma Repeater Flares »). Il poursuit son travail avec LIGO en tant que chercheur postdoctoral au California Institute of Technology, menant des recherches sur les ondes gravitationnelles des magnétars,,, les sursauts gamma  et les Supernova, et contribuant à l'étalonnage précis des observatoires mondiaux d'ondes gravitationnelles.

## Recherche scientifique et communication sur les enjeux climatiques
Après s'être attaché aux travaux liés au LIGO pendant plusieurs années, Kalmus se concentre sur les sciences de la terre et du climat. Les recherches récentes de Kalmus sont centrées sur la physique des nuages, améliorant spécifiquement la compréhension[réf. souhaitée] de base des stratocumulus marins et des phénomènes météorologiques convectifs violents tels que les tornades, dans le but d'améliorer les projections de l'évolution de ces phénomènes à mesure que la planète se réchauffe, en utilisant des données de télédétection, des données in situ et des modèles. Les stratocumulus marins reflètent la lumière solaire entrante, refroidissant la planète, et sont difficiles à modéliser avec précision dans les modèles climatiques ; cela en fait une source majeure d'incertitude dans les projections climatiques.
Un fil conducteur dans ses recherches est l'amélioration de l'utilité des observations satellitaires de la Terre. Il a utilisé des données in situ d'une campagne basée sur des navires pour corriger les biais de la récupération des pluies chaudes CloudSat. Il utilise également des données in situ pour valider les récupérations de l'instrument AIRS sur l'Aqua (satellite).
Récemment[Quand ?], Kalmus a commencé à travailler dans le domaine naissant de la prévision écologique. Il est le chercheur principal à une subvention de la NASA pour étudier l'avenir projeté des récifs coralliens du monde avec une plus grande précision et résolution. Les récifs coralliens succombent rapidement aux vagues de chaleur et à l'acidification des océans.
Kalmus est un communicateur scientifique dont les efforts se concentrent sur l'éloignement de la culture de l'acceptabilité des combustibles fossiles. Il tweete en tant que @ClimateHuman et, depuis avril 2022, il est le climatologue le plus suivi sur Twitter[réf. nécessaire]. Il s'attache en particulier à encourager les sciences de la Terre et d'autres communautés universitaires à s'exprimer avec une plus grande urgence sur la nécessité d'une action climatique.
De nombreux médias ont publié son portrait, notamment Mother Jones, PRI, The World, CBC Radio, Deutsche Welle, BuzzFeed, The Intercept et Quartz. Il évoque principalement la nécessité d'une mobilisation climatique immédiate et massive et de la manière dont les individus peuvent « voter » pour cette mobilisation à travers leurs actions, via l'activisme et la réduction des émissions. Il parle aussi de la nécessité d'une taxe sur le carbone et d'une politique de dividende dans le cadre de la mobilisation, dans laquelle les combustibles fossiles deviennent de plus en plus coûteux à mesure que la taxe sur le carbone augmente chaque année et que 100 % des revenus nets sont reversés équitablement à la population, en vue d'une politique fiscalement progressiste[réf. nécessaire].
Kalmus vit avec environ un dixième du combustible fossile de l'Américain moyen[source insuffisante]. Il dit que cela a rendu sa vie plus satisfaisante et plus significative. En 2010, Kalmus a réalisé que le vol en avion représentait environ 3⁄4 de ses émissions de gaz à effet de serre, et il n'a pas pris l'avion depuis 2012[source insuffisante]. Kalmus croit que n'importe qui peut contribuer au changement culturel en vivant lui-même le changement qui doit se produire. Il a déclaré qu'en « prêchant par l'exemple », son plaidoyer est devenu plus efficace.
Kalmus est un chroniqueur et collaborateur régulier de la revue YES!. Ses écrits ont également été publiés dans The Guardian, Eos, The Washington Post et Grist.
Kalmus a été associé au Mouvement pour un parti populaire, une organisation progressiste positionnée comme une alternative aux partis démocrate et au républicain. Après le premier débat présidentiel de l'élection de 2020, Kalmus a participé à une réponse de quatre personnes au débat.
En 2022, Kalmus et la scientifique Rose Abramoff déploient durant une trentaine de secondes une banderolle, avant le début d'une conférence plénière lors la conférence d'automne de l'Union américaine de géophysique (AGU). Sur cette banderolle est écrit "Sortez de vos labos et allez dans les rues" (« Out of the lab and into the streets »). Les responsables de la conférence retirent les contributions scientifiques d'Abramof et Kalmus du programme, les excluent de la conférence et Abramoff perd son emploi au Oak Ridge National Laboratory un grand institut de recherche publique américain. Une tribune de soutien est publiée le 26 janvier 2022 par 1 500 scientifiques de différentes disciplines.

### Arrestation devant les locaux de  JP Morgan Chase
Le 6 avril 2022, Kalmus est arrêté, avec un physicien, un ingénieur et un professeur de sciences, pour s'être enchaîné à la porte de l'immeuble de JPMorgan Chase à Los Angeles, protestant contre les investissements de la banque dans de nouveaux projets de combustibles fossiles[source insuffisante]. 

### Flying Less movement
Kalmus est le fondateur du site web noflyclimatesci.org et l'un des principaux promoteurs du mouvement #FlyingLess. Il fait pression pour que l'Union américaine de géophysique soutienne les scientifiques de la Terre qui choisissent de voler moins pour des raisons climatiques, avec des options de participation à distance aux conférences.

### Grève scolaire pour le climat
Kalmus était l'un des principaux organisateurs de deux lettres écrites pour soutenir les jeunes en grève à l'école, l'une de scientifiques américains de la Terre et l'autre d'universitaires internationaux. Ses deux fils sont régulièrement en grève scolaire le vendredi depuis 2018 avec Fridays for Future.

### ApplicationHéros de la Terre
Pour aider les utilisateurs à suivre leurs émissions de carbone, Kalmus a cofondé l'application pour téléphone portable Earth Hero, afin de créer des changements de mode de vie avec leurs réductions, puis les aider à s'engager dans d'autres formes d'activisme climatique telles que la protestation et la désobéissance civile.

## Prix et reconnaissance
Kalmus a remporté de nombreux prix tant pour sa science que pour son activisme. Il a reçu la Médaille du début de carrière prometteur de la NASA et trois prix Jet Propulsion Laboratory Voyager pour son travail en science de la Terre et le prix inaugural de Transition US Walking the Talk. Il est nommé « Grist 50 » en 2018, et fait partie des dix nominés labellisés comme « Visionnaires ».

## Publications

### Livre
- (en) Being the Change : Live Well and Spark a Climate Revolution, New Society Publishers, 2017, 384 p. (ISBN 978-0865718531)